# Torneo WTA de Melbourne III 2021
El  Grampians Trophy 2021 (también conocido como Melbourne 3 Tennis Open) fue un torneo del WTA Tour 2021. Se jugó en canchas duras al aire libre en Melbourne, Australia. Fue programado como un torneo preparatorio al Abierto de Australia 2021, y se llevadoó a cabo en el mismo recinto, debido a que otros torneos tuvieron que ser cancelados en Australia como resultado del COVID-19. Este torneo tendrá lugar simultáneamente con el Gippsland Trophy y el Yarra Valley Classic 2021, y solo contó con la modalidad individual.
Debido al retraso del calendario por un caso de COVID-19 en el hotel de cuarentena del torneo y que las semifinales se jugaron solo un día antes del inicio del Abierto de Australia, la final fue cancelada.

## Puntos y premios

### Distribución de puntos
| Modalidad    | G   | F   | SF  | CF  | Ronda de 16 | Ronda de 32 | Ronda de 64 |
| Individuales | 470 | 305 | 185 | 100 | 55          | 30          | 1           |
| Dobles       | 470 | 305 | 185 | 100 | 55          | 1           |             |

### Premios en dinero
| Modalidad    | G       | F       | SF      | CF     | Ronda de 16 | Ronda de 32 | Ronda de 64 |
| Individuales | $50,000 | $33,520 | $18,610 | $8,770 | $5,500      | $4,250      | $3,000      |
| Dobles       | $20,890 | $13,370 | $8,350  | $4,310 | $2,670      | $2,020      |             |

## Cabezas de serie

### Individual femenino
| Tenista           | Ranking | Preclasificada |
| Bianca Andreescu  | 6       | 1              |
| Belinda Bencic    | 12      | 2              |
| Victoria Azárenka | 13      | 3              |
| Elena Rybakina    | 19      | 4              |
| María Sákkari     | 22      | 5              |
| Anett Kontaveit   | 23      | 6              |
| Jennifer Brady    | 24      | 7              |
| Angelique Kerber  | 25      | 8              |
| Alison Riske      | 36      | 9              |

- Ranking del 25 de enero de 2021.[3]

## Campeonas

### Individual femenino
- Final cancelada entre  Anett Kontaveit y  Ann Li por retraso en el calendario.